# آلفونس د وولف
آلفونس د وولف (اسپانیایی: Alfons De Wolf‎؛ زادهٔ ۲۲ ژوئن ۱۹۵۶) دوچرخه‌سوار اهل بلژیک است.